# Ситковский, Александр Васильевич
Александр Ситковский — украинский бегун на длинные дистанции, который специализируется в марафоне.
Серебряный призёр Туринского марафона 2008 года с результатом 2:10:18.
На Олимпиаде в Пекине не смог закончить марафонскую дистанцию.
Победитель марафона Ля Рошель 2009 — 2:10:27.
В 2011 году стал победителем Белоцерковского марафона с личным на тот момент рекордом 2:09:26.
На Олимпийских играх 2012 года занял 12-е место в марафоне с результатом 2:12:56.
Победитель марафона во Флоренции (Италия) 2:09:13.
Победитель 3-го Киевского полумарафона (20.10.2013) с результатом 1:05:33.
Был третьим на марафоне в Марракеш (Марокко) в 2015 г, пробежав дистанцию за 2:09:11 — это время является личным рекордом спортсмена).